# Ламя
Ламя̀та (мн.ч. ламѝ; от гръцки: Λάμια, Ламия) е митологично женско същество от българския фолклор с вид на грамадно влечуго с ципести крила, жълти люспи, остри нокти и зъби и една или няколко (най-често три или девет) кучешки глави на змиевидни вратове. Устата ѝ е толкова широка, че може да глътне цял човек или животно.
Ламята се среща често в народните песни и приказки. Живее на дъното на езера, морета или в пусти гори и има силата да спира водите на кладенци, реки и езера, подобно на самодивите. В дома си често трупа съкровища от злато, сребро и скъпоценни камъни. За да се умилостиви, ламята обикновено изисква да ѝ бъде предаден човек, когото да изяде. Въпреки страшния ѝ вид юнаците се борят с нея и я побеждават, като отрязват главите ѝ. Такива юнаци са Крали Марко, Бранко юнак и Храбро юнак. В българския фолклор е особено популярен мотивът за свети Георги и триглавата ламя; след като светецът змееборец я посича, от тялото ѝ потичат три реки: с мляко, вино и пшеница – сюжет, широко отразен в църковната живопис.
Врагове на ламите са змейовете. Образът на ламите често се смесва с този на халите, други зловредни същества, носещи град. Ламите, както и халите, водят битки със змейовете в небесата и тогава се образуват гръмотевици, светкавици, градушки и поройни дъждове.